# بوزیتسه
بوزیتسه (به چکی: Buzice) یک منطقهٔ مسکونی در جمهوری چک است که در ناحیه ستراکونیتسه واقع شده‌است. بوزیتسه ۸٫۴ کیلومتر مربع مساحت و ۱۳۱ نفر جمعیت دارد و ۴۳۲ متر بالاتر از سطح دریا واقع شده‌است.